# 럭키루시
럭키루시는 종합게임 유튜버다.

## 게임 목록
게리 모드: 이 게임은 조회수가 낮지만 이 게임에는 팬 모드가 2개 있다. 팬모드 1,팬모드 2가 있다.
마크 판다 시티: 이 게임은 조회수가 높다. 판다시티를 한다.
로블 판다 시티: 이 게임은 조회수가 매우 높아서 직접 로블록스 게임을 만들었다.

## 문제점
코스튬 맨을 자꾸 꼬추 맨이라 우긴다.